# فخري (لقب)
فخري (باللاتينية: Emeritus للمذكر، و Emerita للمؤنث) هو لقب شرف يُمنح لشخص يتقاعد من منصب مرموق، وغالبًا ما يكون منصبًا أكاديميًا، ولكن يُسمح له بالاستمرار في استخدام لقبه السابق، كما في "أستاذ جامعي فخري".
يُمنح هذا اللقب تلقائيًا في بعض الحالات لجميع الأشخاص الذين يتقاعدون برتبة معينة، ولكن في حالات أخرى، يظل علامة على الأداء المتميز (عادةً في مجال البحث) تُمنح انتقائيًا عند التقاعد. كما يُستخدم أيضًا عندما يتقاعد شخص متميز في مهنة ما أو يتنازل منصبه، مما يتيح له الاحتفاظ برتبته السابقة في لقبه. لا يعني مصطلح "فخري" بالضرورة أن الشخص قد تخلى عن جميع واجبات منصبه السابق، وقد يستمر في ممارسة بعضها.[بحاجة لمصدر]
في وصف الأساتذة الفخريين المتوفين المُدْرَجين في الجامعات الأمريكية، يُستبدَل ذكر سنوات تعيينهم باللقب "فخري"،  باستثناء النعي، حيث يمكن استخدامه للإشارة إلى وضعهم وقت الوفاة.